# Nelson (zápasnický chvat)

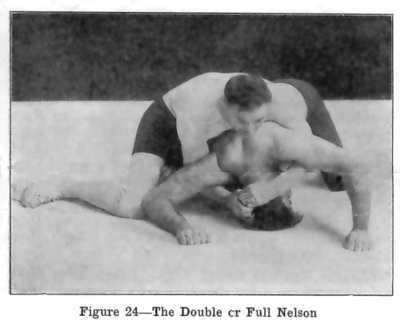
Dvojitý Nelson na ležícím soupeři

Nelson (též podramenní páka) je klasický zápasnický chvat, který se provádí tak, že se ruka zezadu podstrčí pod paží soupeře, ohne se směrem nahoru okolo jeho ramene a dlaní se zahákne za jeho krk, což velmi ztěžuje vyproštění a umožňuje tlak na hlavu zezadu a ze stran. Rozlišujeme jednoduše jednoduchý Nelson (provedený jednou rukou) a dvojitý Nelson (provedený oběma rukama), popřípadě v odbornější rovině čtvrtinový, poloviční, tříčtvrtinový a plný (dvojitý) Nelson. Jelikož dvojitý Nelson (též dvojitá podramenní páka či dvojitý zámek) je velmi nebezpečný chvat, neboť provedený s dostatečnou razancí či shodou nešťastných okolností může skončit i smrtí druhého zápasníka (hrozí poranění krční páteře či přímo zlomení vazu), je jeho použití v bojových sportech velmi omezeno. V řadě zápasnických soutěží (zejména v amatérských, ženských a dětských) je přímo zakázán.